# Provincia di Chanthaburi
La provincia di Chanthaburi si trova in Thailandia, nella regione della Thailandia dell'Est. Si estende per 6.338 km², ha 480.064 abitanti ed il capoluogo è il distretto di Mueang Chanthaburi. La città principale è Chanthaburi.

## Geografia antropica

### Suddivisioni amministrative

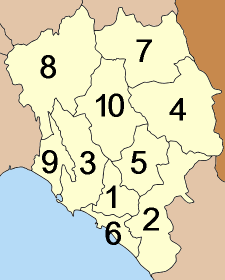
Mappa degli Amphoe

La provincia è suddivisa in 10 distretti (amphoe). Questi a loro volta sono suddivisi in 76 sottodistretti (tambon) e 690 villaggi (muban).
| 1. Mueang Chanthaburi 2. Khlung 3. Tha Mai 4. Pong Nam Ron 5. Makham | 1. Laem Sing 2. Soi Dao 3. Kaeng Hang Maeo 4. Na Yai Am 5. Khao Khitchakut |